# Legătură chimică

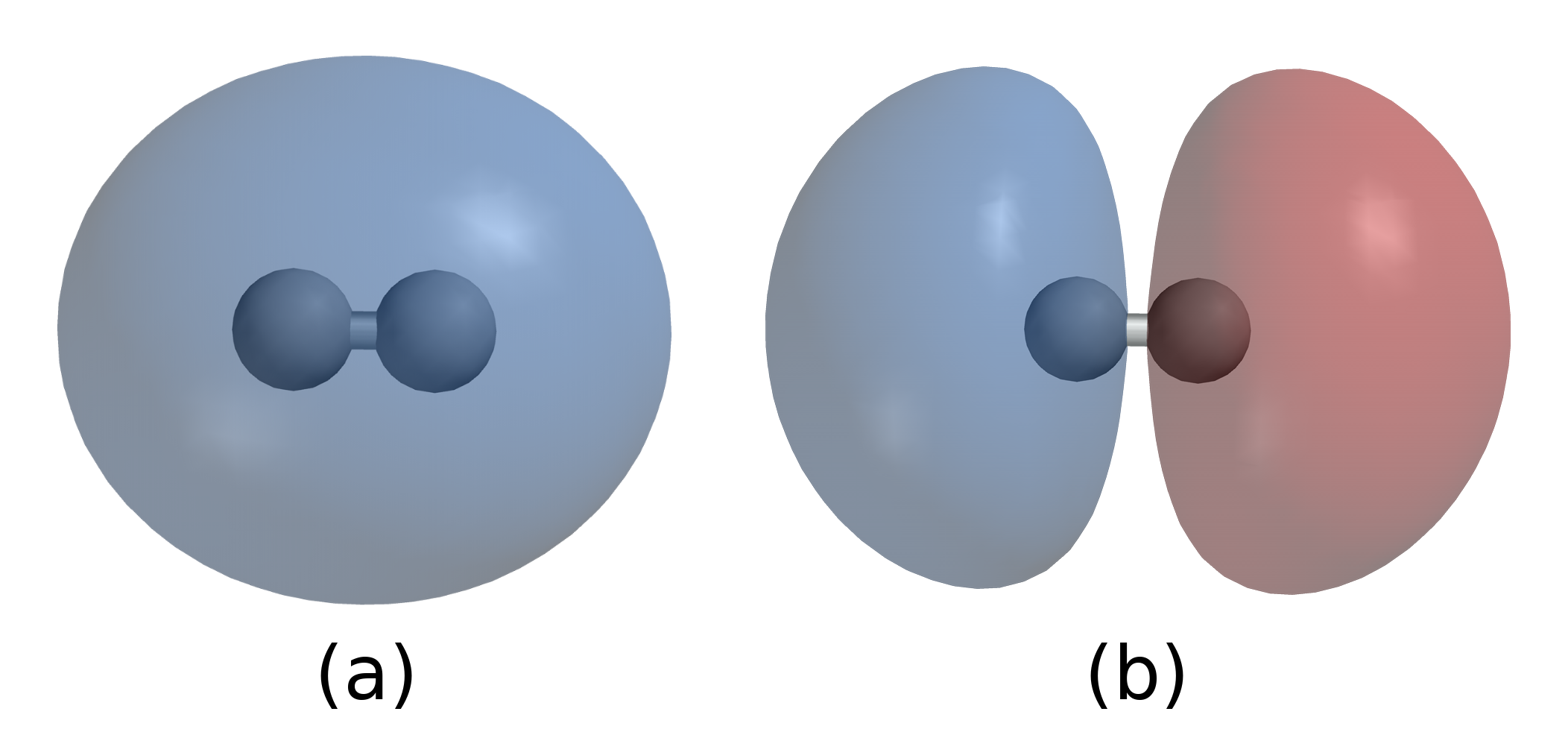
Legarea covalentă a doi atomi de hidrogen pentru a forma o moleculă de hidrogen, H_{2}. În (a), cei doi nuclei sunt înconjurați de un nor de doi electroni în orbitalul de legătură care menține echilibrul molecular. (b) indică orbitalul de antilegătură al hidrogenului, care are o energie mai mare și care, în mod normal, nu este ocupat de niciun electron.

Legătura chimică este forța de atracție care se manifestă între atomi, ioni sau molecule și care permite formarea compușilor chimici, cristalelor sau a altor specii chimice. Legarea se poate realiza ca urmare a unor forțe electrostatice de atracție formate între speciile chimice încărcate cu sarcini electrice opuse (cum este cazul legăturilor ionice) sau ca urmare a punerii în comun al unui anumit număr de electroni între speciile chimice (cum este cazul legăturilor covalente). Tăria legăturilor chimice variază considerabil, astfel că există „legături puternice” sau primare, cum ar fi legăturile covalente, ionice și metalice, și „legături slabe” sau secundare, cum ar fi interacțiuni dipol-dipol, forță de dispersie London și legături de hidrogen.
Deoarece sarcinile electrice opuse se atrag, electronii încărcați negativ din jurul nucleului și protonii încărcați pozitiv din nucleu se atrag reciproc. Electronii împărțiți între două nuclee vor fi atrași de ambele nuclee. Nucleii atomici legați mențin o distanță optimă (distanța de legătură) care echilibrează efectele atractive și repulsive explicate cantitativ de teoria cuantică.

## Tipuri de legături chimice
În general, legăturile chimice au caracter ionic și covalent, excepție făcând legăturile dintre atomi identici (acestea sunt covalente 100%). Legăturile ionice și covalente separate sunt întâlnite destul de rar. Disponibilitatea pentru o anumită legătură împarte compușii în: ionici și covalenți. 
Exista legături covalente (se realizează prin unirea atomilor care pun în comun electronii).
- Legături polare (intre atomi diferiți)
- Legături covalente nepolare (intre atomi identici)
După nivelul la care se formează legăturile, există forțe intermoleculare (între molecule) și forțe intramoleculare (în cadrul aceleiași molecule). Legăturile covalente, ionice și metalice sunt legături intramoleculare, pe când legăturile de hidrogen, dipol-dipol, van der Waals, forțele London sunt legături intermoleculare.

### Legătura ionică
Legătura ionică este formată prin atragerea electrostatică cu sarcini opuse și are loc între metalele tipice și nemetalele tipice.
Pentru a forma o configurație electronică exterioară de echilibru (8 electroni), atomii se pot asocia prin cedarea și respectiv primirea de unul sau doi electroni. Se formează astfel o moleculă a cărei legătură ionică (polară, heteropolară, electrovalentă) se bazează pe atracția electrostatică exercitată între atomii ionizați pozitiv sau negativ. Atomii astfel construiți în stare solidă se organizează sub formă de cristale, care datorită tipului de legătură se numesc cristale ionice.
Cristalele ionice tipice se formează ca rezultat al reacției dintre un element metalic puternic electropozitiv (grupele I, II) cu un element puternic electronegativ (grupele VI, VII). Metalele de tranziție pot forma și ele cristale atunci când diferența de electronegativitate este îndeajuns de mare.
ex tipic: clorura de sodiu (NaCl)
Teoria clasică a lui Born și Madelung dă o imagine clară asupra naturii legăturii ionice.
Între doi atomi apropiați, unul ionizat pozitiv și altul negativ, apar forțe electrostatice centrale de atracție care variază cu pătratul distanței și forțe de respingere care variază rapid cu inversul distanței la o putere n>2.
Forța de atracție f este dată de relația: f=(e1*e2)\
Această legătură a fost studiată de Kossel.
S-a constatat că un ion de Na este înconjurat de 6 ioni de Cl, iar un ion de Cl este înconjurat de ioni de Na (raportul de combinare dintre ioni de Na și Cl este de 6:6).
Concluzie: O substanță ionică este neutră din punct de vedere electric. Suma sarcinilor pozitive este egală cu suma sarcinilor negative. Din punct de vedere al tăriei, legătura ionică este cea mai puternică. Cu cât distanțele interionice din rețelele cristaline  sunt mai mici cu atât legătura este mai puternică și slăbește pe măsură ce aceste distanțe cresc în conformitate cu legea lui Coulomb. De aceea punctele de topire ale substanțelor ionice sunt mai ridicate.
Polar=nemetal+nemetal 
NEPOLAR=metal+metal 
Ionic=nemetal+metal

### Legătura covalentă
Legătura covalentă este legătura chimică în care atomii sunt legați între ei prin perechi de electroni puse în comun, atomii având poziții fixe unii față de alții. Aceasta apare doar între atomii nemetalelor, iar rezultatul legării se numește moleculă.
Legătura covalentă poate fi de trei feluri, după modalitatea de punere în comun a electronilor. Astfel, ea este:
- nepolară - apare la atomii din aceeași specie sau la atomii din specii diferite care au electronegativități foarte apropiate (aceștia fiind carbonul și hidrogenul). Fiecare dintre cei doi atomi pune în comun câte un electron, și fiecare atrage la fel de mult perechea astfel formată.
- polară - există doar între atomi ai nemetalelor din specii diferite. Fiecare dintre cei doi atomi pune în comun câte un electron, dar atomul care are electronegativitatea mai mare atrage mai puternic perechea formată. Atomul cu electronegativitatea mai mică devine astfel dezvelit de electroni.
- coordinativă - este o legătură covalentă polară specială. În acest caz, doar un atom pune în comun cei doi electroni necesari formării legăturii (acesta numindu-se donor), iar celălalt doar acceptă perechea oferită (acesta numindu-se acceptor).

### Legătura metalică
Mineralogul și chimistul norvegian Victor M. Goldschmidt considera că între atomii unui metal ar exista covalențe. L. Pauling considera că în rețeaua metalică legăturile dintre atomi sunt în rezonanță, electronii de valență fiind repartizați statistic în mod egal între toți atomii alăturați ai rețelei cristaline. De exemplu, în rețeaua cristalină a sodiului fiecare atom, având un electron de valență în orbitalul 3s, poate forma o covalență cu un atom vecin. Prin urmare, după L. Pauling, între atomii unui metal se stabilesc legături dielectronice, labile, care se desfac și se refac necontenit, între diferitele perechi de atomi vecini din rețea. La formarea legăturilor metalice în sodiul cristalizat ia parte numai electronul de valență al fiecărui atom în parte. Pentru explicarea intensității legăturii metalice, L. Pauling considera că prin transfer de electroni de la un atom la altul se formează și structuri ionice. Prin urmare, la metale unii atomi primesc mai mulți electroni decât pot include în stratul de valență.
Coeziunea mare a metalelor este explicată de către L. Pauling prin existența valenței 
metalice, care este cuprinsă între 1 și 6. Valența metalică este reprezentată de numărul 
electronilor care participă la formarea legăturii metalice. Pentru elementele cu Z=19-31 
valența metalică este reprezentată de cifra scrisă deasupra fiecărui element. Prin urmare, 
numărul maxim de legături metalice este format de metalele tranziționale cu coeziune maximă din
grupele VI b, VII b și VIII b.
Metalele al căror număr de legături metalice este mic, au raze atomice mici, 
densități și durități mari, temperaturi de topire și de fierbere ridicate precum și o rezistență remarcabilă la solicitările mecanice exterioare.
Spre deosebire de covalențe, legăturile metalice sunt nesaturate, nelocalizate și 
nedirijate în spațiu, ceea ce ar explica plasticitatea metalelor.

### Legături van der Waals
Numită și Legături London.

## Factori care determină natura legăturilor chimice

### Electronegativitatea
Electronegativitatea atomilor din moleculă (atomi legați) reprezintă tendința acestora de a atrage perechea de electroni de legătură.

#### Evaluare cantitativă
Metoda Pauling e cea mai des folosită pentru determinarea valorilor coeficienților de electronegativitate.
{\displaystyle E_{A-B}={\frac {E_{A-A}+E_{B-B}}{2}}}

### Nemetale
Compușii ionici sunt formați din ioni de semn contrar conținuți în rapoarte de numere întregi, astfel că suma sarcinilor electrice ale ionilor să fie egală cu 0, pentru a asigura electroneutralitatea compusului.
Regula pentru determinarea formulei unui compus ionic este:
b+ b- Numărul sarcinilor (+)=Numărul sarcinilor (-), astfel că, pentru un compus X a Yb, numărul de ioni (+) x sarcina electrică a ionului (+) = numărul de ioni (-) x sarcina electrică a ionului(-) sau a(+b) + b(-a) =0.
Formula compușilor ionici indică natura ionilor și raportul în care ionii de semn contrar se găsesc în rețea; ea nu corespunde unei molecule.
Ecuația de formare a unui compus ionic este:
n+ n-
METAL + NEMETAL METAL NEMETAL
transfer de electroni
exemplu: 2Na + Cl 2 2NaCl (clorura de sodiu)
Clorura de sodiu este un compus ionic cunoscut sub denumirea de sare de bucătărie. Ea se obține din apa mării, prin procesul de evaporare, de aceea se numește și sare marină. Cantități mari de clorură de sodiu se exploatează prin extragerea din saline sub formă de sare gemă; este larg utilizată în industria chimică.
Clorura de sodiu este o substanță albă, solidă, cristalizată, foarte solubilă în apă. Are punctul de topire ridicat (+801 grade Celsius).
+ -
Formarea ionilor de Na și Cl are loc prin transferul unui electron de la atomul cu caracter chimic metalic, sodiul, la atomul cu caracter chimic nemetalic, clorul, format prin disocierea moleculei de clor. Sodiul este un metal din grupa I A și are un electron de valență, pe care îl poate ceda și formează configurația stabilă a gazului inert neon. Clorul, nemetal din grupa VII A, are 7 electroni de valență și poate ajunge la configurația stabilă de octet prin acceptarea unui electron, cel transferat de la atomul de sodiu.
În majoritatea oxizilor metalici se formează legături ionice prin transferul electronilor de valență de la atomii de metal la atomii de oxigen:
transfer 2+ 2- interacție 2+ 2-
Ca + O Ca + O Ca O
de electroni electrostatică
În hidroxizi,forța de atracție electrostatică se manifestă între ionii metalu-
lui și ionii hidroxid:
transfer + interacție + -
Na + O H Na + O H Na O H